# Extracellulair
Extracellulair (Latijn: extra, buiten en cella, kleine kamer) is het deel van een meercellig organisme, dat de cellen in het lichaam van meercellige organismen als planten, dieren en schimmels omgeeft.
Een voorbeeld van de extracellulaire omgeving in organismen  is de extracellulaire matrix, die bij dieren zorgt voor de stevigheid van bot- en bindweefsel.
Een tweede voorbeeld  bij dieren is de weefselvloeistof die de dierlijke cellen in de verschillende weefsels omgeeft. Alleen voor de cel bruikbare (opgeloste) stoffen, bijvoorbeeld zuurstof en glucose die nodig zijn voor de celademhaling, kunnen zich, vanuit de weefselvloeistof, vrij door het celmembraan de cel (het cytosol) in bewegen. 